# Kyselina homogentisová
Kyselina homogentisová (2,5-dihydroxyfenyloctová) je aromatická karboxylová kyselina se vzorcem C8H8O4, meziprodukt rozkladu aromatických aminokyselin.

## Výskyt
Při nedostatečné funkci enzymu homogentisát-1,2-dioxygenázy (což je většinou způsobeno mutací) se v lidském těle hromadí kyselina homogentisová a její oxid, nazývaný alkapton, vzniklé při rozkladu tyrosinu, což má za následek alkaptonurii.
Při rozkladu aromatických aminokyselin se kyselina homogentisová vytváří působením 4-hydroxyfenylpyruvátdioxygenázy z kyseliny 4-hydroxyfenylpyrohroznové (vzniklé transaminací tyrosinu).
Kyselinahomogentisová se následně přeměňuje prostřednictvím homogentisát-1,2-dioxygenázy na kyselinu 4-maleylacetooctovou.